# Höttinger Bild
Höttinger Bild je poutní kaple nad Innsbruckem a tradiční poutní místo pro studenty.
Leží na svahu Nordkette ve výšce 905 m n. m. a je obklopena lesem. Do kaple vede stezka z centra obce Hötting přes Höttinger Graben, ze Sadrachu přes Planötzenhof a z Hungerburgu přes Gramartboden. Z Planötzenhofu vede ke kapli křížová cesta. Jako Höttinger Bild je také označována oblast severně od kaple se sedmi obydlími.
Podle legendy v roce 1675 přinesl student František Anton Peier obraz Panny Marie do lesa nad Höttingem a přibil ji k modřínu. Často navštěvoval toto místo a žádal Marii o pomoc. Když to slyšeli, přišli sem i jiní studenti. V roce 1705 byla postavena jednoduchá dřevěná kaple, která byla v roce 1774 nahrazena cihlovou kaplí. V roce 1786 byla uzavřena Josefem II. a měla být zrušena. Nicméně byla rozšířena v roce 1794. Zázračný obraz byl uložen ve farním kostele v Höttingu, dokud kaple nebyla renovována v roce 1886. Höttinger Bild je tradiční poutní místo pro studenty, kteří se připravují na zkoušky, ale navštěvují je i další skupiny. 14. července 1721 schválilo jedenáct mistrů pekařů pouť, která se od té doby koná každoročně 26. října.
Kaple zasvěcená navštívení Panny Marie je klenutá místnost se sedlovou střechou. Zvýšený chór zdobí freska znázorňující zakladatelskou legendu, stejně jako grisaille a rokokové štuky od Franze Altmuttera z roku 1794. Barokní oltář vytvořil Michael Egger ve stejném roce. Mezi dvěma kroucenými sloupci je zázračný obraz ve zlatém rámu. Kaple je památkově chráněná budova.